# Europejska Unia Buddyjska
Europejska Unia Buddyjska (European Buddhist Union (EBU)) – organizacja zrzeszająca buddyjskie społeczności i organizacje, założona w 1975 roku. Jest otwarta na wszystkie buddyjskie szkoły i tradycje.
Głównym założeniem EBU jest zachęcanie wszystkich buddystów w Europie do kontaktu i współpracy oraz budowanie przyjaznych stosunków między członkami Unii. Obecnie zrzeszonych jest ponad 50 organizacji z 16 europejskich krajów, które wymieniają między sobą doświadczenia i informacje. Dialog między buddystami jest w EBU kwestią priorytetową. Jednym z projektów powołanych przez Unię nosi nazwę Buddhist Teachers In Europe (BTE), ma on na celu promowanie dialogu między aktywnymi w Europie nauczycielami dharmy.